# مترو باص (كيبك)

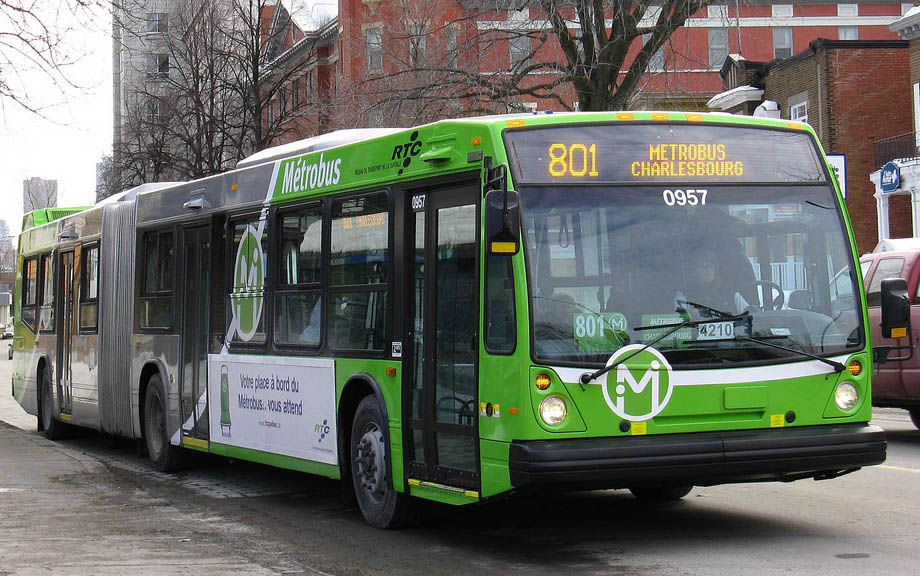

مسارات المترو باص هي مسارات نقل عمومي بوتيرة عالية في الحافلة في مدينة كيبك. تعتبر أهم خدمة لشركة نظام نقل لا كابيتال. الحافلات تكون بوتيرة 5 دقائق إلى 15 دقيقة. إلى هذا اليوم توجد ثلاثة مسارات وهي مسار 800 بكيبك ومسار 801 بكيبك ومسار 802 بكيبك. في هذا الإطار تتوقع الشركة إضافة مسارين جديدين 803 و 804 وستقوم مكان المسار 60 و 87 في 2009 و 2010.
المسارين 800 و 801 يقعان على طريق مشترك نحو الغرب من محطة جامعة كيبك في كيبك المحافظة.

## المسار 800
المسار 800 ينطلق من la Cimenterie نحو نقطة سانت فوي. ويمر من احياء بورغ القديم والطاحونة القديمة وميزيري وليموالو القديم وسانت روش وكيبك القديمة الدنيا وكيبك القديمة العليا ة سان جان باتيست ومونت كالم وسانت ساكرمان وسيلفري والمدينة الجامعية وسانت لويس ونقطة سانت فوي.

## المسار 801
المسار 801 ينطلق من حديقة الحيوان نحو نقطة سانت فوي ويمر من احياء شارل سبورغ واحياء ليري وليموالو القديم وسانت روش وكيبك القديمة وسان جان باتيست ومونت كالم وسانت ساكرمان وسيلفري والمدينة الجامعية وسانت لويس ونقطة سانت فوي

## المسار 802
المسار 802 يربط بوبور ب كيبك القديمة العليا عبر دواءر ليموالو والبحيرات والمحافظة. يستبدل المسار 802 ما كان الطريق 12. مسار 802 مشابه لمسار 12، ولكن مع تعديلات لتسريع الخدمة، كما هو الحال مثلا في منطقة فانييه حيث يمر الطريق عبر جادة ويلفريد-هامل. ينكلق الخط 802 من محطة بوبور (حيث أنها تسمح بالتكامل مع المسار 800) و يذهب إلى كيبك القديمة العليا عبر الشرايين مثل مسار Canardière و الشارع 18، وشارع ويلفريد-هامل، وماري دي انكارناسيون وساحل المنحدر المنبسط.

## المسار 803
المسار 803 سيربط بوبور بلي سول عبر شارل سبورغ والبحيرات. سيحل المسار 803 مخل المسار 60 مع بضع تعديلات لتسريع الخدمة. لذا المسار 803 سينر عبر جادة لوبرغ نوف وجادة المدرجات وجادة روكاي وشارع روبلا وشارع بوفييه ليربط بوبور بلي سول عبر شوارع مثل الشارع 46 الغربي والشرقي وشارع لوبورغ نوف وشارع المعارض وجادة بير لولييفر.

## المسار 804
المسار 803 سيربط بين سانت فوي سيلفري ومدينة لوريت عبر البحيرات وسانت شارل العالية.

## وصلات خارجية
- (بالفرنسية) http://www.rtcquebec.ca